# 猿岩站
猿岩站（日语：／ Saruiwa eki */?）是位於岐阜縣大垣市南市橋町，西濃鐵道市橋線的車站。市橋線原本是一條連接美濃赤坂站至市橋站之間的路線，在2006年（平成18年）3月31日，此站至市橋站之間廢除後，此站成為了市橋線的終點站。
此站原本會有罐車運送二硫化碳前往二村化學，後來在2008年（平成20年）終止運送。而實際上運載石灰石的漏斗車與罐車結併，然後運送至美濃赤坂站，然後在該處轉由貨車運送。即是美濃赤坂至猿岩之間為代行運送。
靠近市橋站一方的河合石灰工業在2003年（平成15年）前會出產石灰石，當時列車在此站裝載出產的石灰石。現時還保留了裝載設備。

## 歷史
- 1928年（昭和3年）12月17日 - 美濃赤坂至市橋之間開通，此站啟用[2]。當初只有貨運業務[3]。
- 2006年（平成18年）3月31日 - 此站至市橋之間廢除[2]，自此成為終點站。
- 2008年（平成20年）8月 - 車站不再處理二硫化碳。車站內自此沒有貨運起卸。

## 車站構造
雖然車站為貨運車站，現時沒有任何貨運業務。站內設有側線和本線的轉轍器，用作讓機車折返至乙女坂站之用。因此站內比較像一個信號場多於一座車站。
曾經此站設有本線和2條側線。在2000年（平成12年）前，站內還有來自清水工業裝載白雲石的設備。現時這些設備已不存在，路軌也撒走了。
| ← 美濃赤坂站    | 乙女坂站、猿岩站、市橋站 站內配線變遷 |  |
| 图例 参考文献： |                                       |  |

## 車站周邊
- 河合石灰工業
- 上田石灰製造
- 清水工業
- 國道417號（日语：国道417号）
- 杭瀨川（日语：杭瀬川）

## 相鄰車站
西濃鐵道
市橋線
（貨）乙女坂－（貨）猿岩
※此站後方曾經連接市橋站，該站在2006年（平成18年）廢除。

## 注腳
1. ↑  昭和12年10月1日現在鉄道停車場一覧 - 國立國會圖書館近代數碼圖書館
2. 1 2  今尾惠介（監修）.  7 東海. 新潮社. 2008: 40. ISBN 978-4-10-790025-8 （日语）.
3. ↑  「地方鉄道運輸開始」《官報》1928年12月24日 - 國立國會圖書館數碼化收藏
4. ↑  清水武《西濃鐵道》，Neko出版，2007年10月，23頁。 ISBN 978-4777052226
5. ↑  川島令三，《東海道ライン 全線・全駅・全配線 第5巻 名古屋駅 - 米原エリア》，p21， 講談社，2009年7月，ISBN 978-4062700153）